# Bibi Besch
Bibiana Maria Köchert (Viena, 1 de fevereiro de 1942 - Los Angeles, 7 de setembro de 1996), conhecida como Bibi Besch, foi uma atriz austro-americana cuja carreira durou mais de quarenta anos.
Besch era filha do iatista Gotfrid Köchert e da atriz Gusti Huber. Entre 1954 e 1996 ela atuou em papéis coadjuvantes em vários filmes como Star Trek II: The Wrath of Khan, The Day After, Who's That Girl e Tremors. Na televisão, apareceu em séries como ER, Murder, She Wrote e Northern Exposure, tendo recebido duas indicações ao Primetime Emmy Award por esta última.